# Pediasia jecondica
Pediasia jecondica là một loài bướm đêm trong họ Crambidae.